# Sharif Fajardo
Pour les articles homonymes, voir Fajardo.
Sharif Karim Fajardo Blanding, né le 9 juin 1976 à New York, aux États-Unis, est un ancien joueur portoricain de basket-ball, évoluant au poste de pivot.

## Carrière

### Palmarès
- 3e du Championnat des Amériques de basket-ball 2003